# Willi Molitor
Willi Molitor (* 25. Mai 1902 in Essen; † 20. Januar 1953 in Heidelberg) war ein deutscher Gewerkschaftsfunktionär und Widerstandskämpfer gegen das nationalsozialistische Regime.

## Leben und Tätigkeit
Molitor war ein Sohn des Anton Molitor und seiner Ehefrau Grete, geborene Darius. Der Vater kam im Ersten Weltkrieg um.
Ab 1916 absolvierte Molitor eine Schlosserlehre in Mülheim an der Ruhr, wo er auch als Geselle noch eine Zeit lang blieb. Ab 1921 war er als Schlosser für die Deutsche Reichsbahn tätig.
Politisch engagierte Molitor sich seit 1917 in der Gewerkschaftsjugend. 1920 wurde er Mitglied des Deutschen Metallarbeiterverbandes und der SPD. 1921 trat er zudem in den Deutschen Eisenbahnerverband bzw. den späteren Einheitsverband der Eisenbahner Deutschlands ein. Um 1922 begann er damit ehrenamtlich Funktionärsaufgaben in der SPD und in der Gewerkschaft zu übernehmen. Führende Stellungen übernahm er von 1932 bis 1933 als Mitglied des Bezirksvorstandes Essen des Einheitsverbandes und von 1926 bis 1927 und von 1928 bis 1933 als Mitglied des Betriebsrates des Reichsbahnausbesserungswerkes Mülheim.
Nach dem Machtantritt der Nationalsozialisten im Frühjahr 1933 wurde Molitor im Juni 1933 aus dem Dienst der Reichsbahn entlassen und war fortan erwerbslos. Als Gegner des neuen Systems unternahm er den Versuch, ein Kontaktnetz ehemaliger Gewerkschaftsmitglieder im Ruhrgebiet aufzubauen. Mitte 1933 wurde er auch Mitglied einer illegalen SPD-Gruppe im Verband mit der Exil-SPD in Prag. 
1934 wurde Molitor Vertrauensmann von Hans Jahn für die illegale Gewerkschaftsarbeit der ITF in Westdeutschland, u. a. unternahm er eine Reise zur ITF-Zentrale nach Amsterdam und organisierte die Einfuhr von ITF- und Sopade-Druckschriften nach Deutschland aus den Niederlanden. 
Am 8. Juni 1935 wurde Molitor als Mitglied der illegalen SPD-Gruppe verhaftet. Am 9. Juli 1936 verurteilte man ihn zu einer Zuchthausstrafe von drei Jahren. Zudem verbrachte er eine Weile im KZ Börgermoor. Nach seiner Haftentlassung im Juni 1938 wurde er durch die Gestapo zu V-Mann-Tätigkeit erpresst. In der Folge nahm er seine Kontakte zu Jahn wieder auf. 
Im Januar 1940 kam Molitor als Agent der Gestapo in die Niederlande, wo er den ITF seinen Auftrag offenbarte und kurzfristig in Rotterdam im Untergrund lebte. Am 2. Mai 1940 wurde er durch Vermittlung der ITF mit einem Flugzeug nach Großbritannien evakuiert, um sich dem Zugriff der deutschen Besatzungstruppen in den Niederlanden entziehen zu können.
Die nationalsozialistischen Polizeiorgane nahmen Molitors Flucht zum Anlass, ihn als Staatsfeind einzustufen: Im Frühjahr 1940 setzte das Reichssicherheitshauptamt in Berlin ihn auf die Sonderfahndungsliste G.B., ein Verzeichnis von Personen, die im Falle einer erfolgreichen Invasion und Besetzung der britischen Inseln durch die Wehrmacht von den Besatzungstruppen nachfolgenden Sonderkommandos der SS mit besonderer Priorität ausfindig gemacht und verhaftet werden sollten.
1946 kehrte Molitor nach Bielefeld zurück. Nach 1950 lebte er in Frankfurt am Main.